# マーク・シールド
マーク・シールド（Mark Shield, 1973年9月2日 - ）は、オーストラリア出身の元サッカー審判員。

## 概要
1989年に審判員の資格を取得。1999年にFIFAのライセンスを取得、2008年まで国際審判員として活動していた。2002年と2006年のFIFAワールドカップにおいて主審を務めた他、AFCアジアカップ2007では、決勝戦のイラク代表対サウジアラビア代表の試合において主審を務めた。現在はAリーグの審判部長を務めている。2011年には、IFFHSが選ぶ4半世紀の優秀な審判において、第125位に選ばれた。

## 担当した主な国際大会

### 2002 FIFAワールドカップ
2002 FIFAワールドカップでは1試合を担当した。
- グループH: ベルギー代表 vs チュニジア代表

### 2006 FIFAワールドカップ
2006 FIFAワールドカップでは2試合を担当した。
- グループD: イラン代表 vs アンゴラ代表
- グループH: サウジアラビア代表 vs チュニジア代表

### AFCアジアカップ2007
- グループD: 韓国代表 vs サウジアラビア代表
- 決勝戦: イラク代表 vs サウジアラビア代表